# Les Aventures amoureuses de Scaramouche
Pour les articles homonymes, voir Scaramouche.
Pour plus de détails, voir Fiche technique et Distribution.
Les Aventures amoureuses de Scaramouche (Da Scaramouche or se vuoi l'assoluzione baciar devi sto... cordone!) est une comédie érotique de cape et d'épée italienne réalisée par Gianfranco Baldanello et sortie en 1973.

## Synopsis
Scaramouche, acteur de la commedia dell'arte et surtout habile bretteur, est chargé par sa maîtresse Margherita, confidente à la cour de la Grande Duchesse, de se rendre à la cour de la maison d'Este pour y dérober un coffret contenant une lettre précieuse qui pourrait compromettre la Grande Duchesse.
Scaramouche s'associe à deux de ses compagnons, Quattropalle et Cagastraccio, et part dans leur carrosse. Après une série de duels, il parvient à entrer en contact avec la baronne Bianca et, alors qu'il est au lit avec elle, Quattropalle prend possession du coffret.
De retour chez Margaret, Scaramouche se rend compte que la jeune fille est à la solde du cardinal Miro pour faire chanter la grande-duchesse : il décide alors de remettre la lettre de sa propre main, se retrouvant dans les bras d'une autre femme, la grande-duchesse. En compensation de sa mission, celle-ci lui offre, en plus de son corps, une grande quantité d'or.

## Fiche technique
- Titre français : Les Aventures amoureuses de Scaramouche[1]
- Titre original italien : Da Scaramouche or se vuoi l'assoluzione baciar devi sto... cordone![2]
- Réalisateur : Gianfranco Baldanello (sous le nom de « Frank G. Carroll »)
- Scénario : Luigi Russo, Peter Dalton
- Photographie : Franco Delli Colli (it)
- Montage : Cesare Bianchini
- Musique : Elsio Mancuso, Berto Pisano (sous le nom de « Burt Rexon »)
- Décors : Giovanni Fratalocchi
- Costumes et maquillage : Marcello Di Paolo
- Production : Giuliano Simonetti
- Société de production : Pumafilm
- Pays de production :  Italie
- Langue originale : italien
- Format : Couleurs
- Durée : 88 minutes
- Genre : Comédie érotique de cape et d'épée
- Dates de sortie :
  - Italie : 31 mai 1973

## Distribution
- Stelvio Rosi : Scaramouche
- Mario Brega : Quattropalle
- Dada Gallotti : la Marquise Bianca
- Rolando De Santis : Cagastraccio
- Franca Gonella : Nina
- Jocelyne Chaouat : la tavernière
- Dorit Henke : Margherita
- Giuseppe Mattei : le sergent des gardes
- Dalila Di Lazzaro : la Grande Duchesse Olympia
- Annie Carol Edel : une prostituée
- Luigi Antonio Guerra : Père Pénitence
- Enrico Miotti
- Antonella Guido
- Carla Mancini : la femme de chambre de la grande-duchesse.
- Fulvio Pellegrino
- Pietro Riccione